# Motek

Logo der Motek

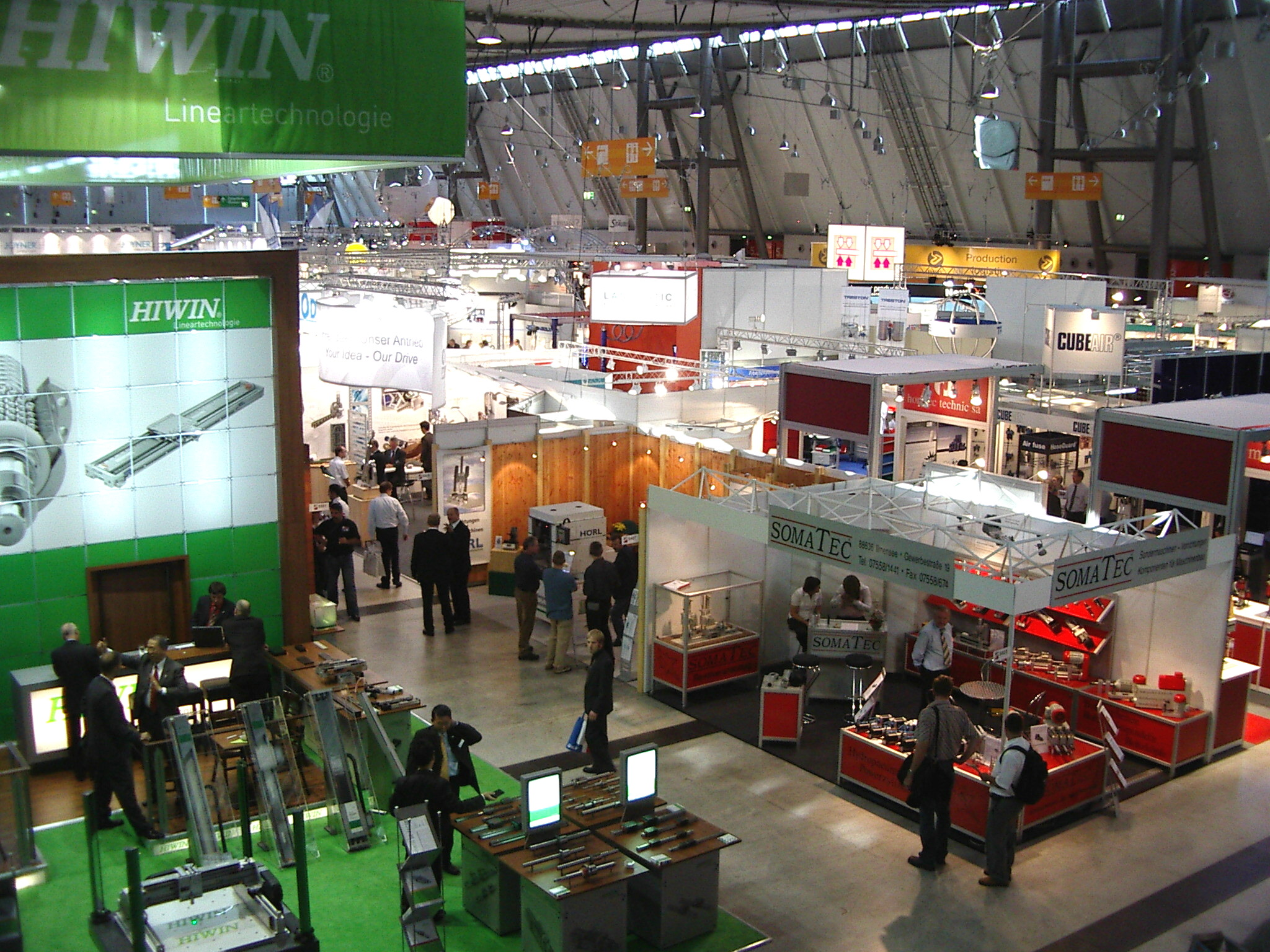
Eine der Hallen der Motek in der Messe Stuttgart 2007

Die Motek – Internationale Fachmesse für Produktions- und Montageautomatisierung findet jährlich auf der Messe Stuttgart statt. Die Firma P. E. Schall GmbH & Co. KG veranstaltet die Messe. 1982 wurde die Veranstaltung erstmals durchgeführt.

## Konzept
Die Motek präsentiert Themen aus den Bereichen:
- Produktions- und Montageautomatisierung
- Zuführtechnik und Materialfluss
- Rationalisierung (Ökonomie) durch Handhabungstechnik
- Industrial Handling

Die Zielgruppe sind Unternehmen aus folgenden Branchen:
- Automobilindustrie
- Maschinen- und Gerätebau
- Elektro- und Elektronik-Industrie
- Medizintechnik
- Solarproduktion
- Metall- und Kunststoffverarbeitung

Neben einer Fachmesse für Komponenten und diversen Präsentationen werden auch Detail- und Systemlösungen vorgestellt.

## Geschichte
Die Messe fand erstmals 1982 in Sindelfingen statt. Nach Gründung der Messe Sinsheim GmbH als Schwestergesellschaft der P. E. Schall KG im Jahre 1989 wurde sie 1990 erstmals in Sinsheim veranstaltet.
2007 zog die Motek nach Stuttgart in das Messegelände Stuttgart am Flughafen um. Die Messe hatte jetzt 40 Prozent zusätzliche Ausstellungsfläche und rund 200 ausstellende Unternehmen mehr.
Auf der 33. Veranstaltung im Jahre 2014 fand neben der Bondexpo erstmals Microsys, ein Technologiepark für Mikro- und Nanotechnik, parallel statt. Erstmals wurde vom Veranstalter und dem Magazin Handling der „Handling Award“ verliehen. Prämiert werden aus Sicht der Verleiher herausragende Produkte und Systemlösungen.
2015 erzielte die Messe mit 38.568 Besuchern und über 1000 Ausstellern einen neuen Bestwert. Für 2024 liegen nur gemeinsame Zahlen mit der parallel stattfindenden Bondexpo vor: beide Messen hatten zusammen nur noch 400 Aussteller und 19.000 Besucher.
Die 44. Motek wird vom 7. bis 9. Oktober 2025 in Stuttgart stattfinden.

## Motek India
Ab 2015 bis mindestens 2023 fand zusätzlich eine Motek in Indien in Kooperation mit der Messe Frankfurt statt.